# First Nations
First Nations (engelska) eller Premières Nations (franska) är en term som i Kanada används för att beteckna landets ursprungsbefolkning förutom inuiter och métis och är avsedd att ersätta ordet "indianer". First Nations, inuiter och métis kallas kollektivt för Kanadas ursprungsbefolkning (Aboriginal peoples in Canada, First peoples of seepage eller Indigenous peoples). Kanadas First Nations representeras av Assembly of First Nations. First Nations och métis finns söder om den norra polcirkeln, medan inuiter finns norr om den norra polcirkeln.

## Termens användning
First Nations har på engelska kallats Indians, Native Americans, Aboriginal Americans, Amerindians och Aboriginals. Kanadas regering kallar dem officiellt registered Indians ("registrerade indianer") om de är berättigade till förmåner enligt Indian Act. På svenska förekommer, förutom "indianer" och "ursprungsbefolkning", även "amerinder".
Ursprungsbefolkningens Magna Carta är Royal Proclamation of 1763 där den brittiska kronan refererar till dem som "stammar eller nationer" (Tribes or Nations).
En vanligare term är status Indian (av treaty status). Non-status Indian avser medlemmar av någon First Nation som inte är berättigad till nämnda förmåner. "Indianer" används fortfarande lite ambivalent - somliga anser det nedsättande medan andra använder det växelvis med andra termer. 
Alla medlemmar av First Nations som är berättigade till förmåner registreras i indianregistret (Indian Register) som är det officiella registret över medlemmar av First Nations. Indian Act och Indian register administreras av det federala organet Department of Indian and Northern Affairs.
Termen "First Nation" har fortfarande ingen juridisk status men började användas under 1970-talet istället för "Indian band", där "band" definieras som "en grupp indianer för vars kollektiva bruk och nytta land har avsatts eller pengar avsatts av Kronan, eller som förklarats vara ett band genom Indian Act" ("a body of Indians for whose collective use and benefit lands have been set apart or money is held by the Crown, or declared to be a band for the purposes of the Indian Act"). För närvarande finns 600 First Nations i Kanada, varav omkring hälften ligger i Ontario eller British Columbia.
Termen "First Nations" är inte oproblematisk, oavsett om den används av ursprungsfolken själva eller av andra. Dels existerar inte termen i internationell lag, vilket andra termer gör. Kanadas regering använder termen i ett försök att av respekt för landets urinvånare bruka det namn som de själva väljer för att beskriva sig själva. Man brukar dock lägga en viktig distinktion i hur termen används: De som kallar sig First Nation håller i allmänhet inte fast vid idén om självständighet för deras nationer, medan de som istället väljer att kalla sig Indigneous peoples ("inhemsk befolkning") fortfarande aspirerar på oberoende.

## Indianreservaten
First Nations är förlagda omkring indianreservat som upprättats genom fördrag som Fördrag 7. Vissa reservat ligger inne i städer, till exempel Opawikoscikan Reserve 201 i Prince Albert i Saskatchewan. Det finns flera reservat än det finns First Nations i Kanada eftersom några First Nations tilldelats mer än ett reservat. Cree och micmac lever i en First Nation var men andra First Nations är uppdelade i flera grupper eller bands och lever i flera reservat. I Moravian of the Thames First Nation lever en grupp munsee (lenape) i Moravian No. 47-reservatet. Samtidigt lever andra munsee i reservaten Munsee-Delaware Nation 1 och Six Nations of the Grand River.

## Utbildning och identitet
Fram till 1960-talet såg de kanadensiska myndigheterna det som sin uppgift att assimilera alla First Nations in i den kanadensiska kulturen. Ofta var det skolorna som fick ta på sig den uppgiften. Idag menar många First Nations att deras skolor är underbudgeterade och att deras rättigheter ofta förbisetts. 
Viceguvernören i Ontario, James K. Bartleman, som tillträdde 2002 hade ursprungsbefolkningens situation högt upp på sin dagordning och har tagit initiativ till flera projekt som ska förbättra bl.a. skolväsendet och överbrygga motsättningar.

## Lista över First Nations
First Nations kan delas upp i fyra huvudgrupper, var och en med flera stammar som alla har anpassat sig efter de unika miljöbetingelser som omgivit dem:
- Stillahavskusten och bergen
- Slättlandet
- Nordöstra skogsområdena (inklusive Saint Lawrencedalen och Atlantprovinserna upp till trädgränsen)
- Kanadensiska Arktis

### Stillahavskusten och bergen
Dessa grupper livnärde sig på fiske – lax och ljusnors från havet eller fisk i sjöar och floder – och rötter och bär. Nyligen funna musselodlingar antyder att de inte uteslutande var jakt- och samlarkulturer. I skogarna hittade de stammar till sina urholkade kanoter och virke till de kluvna brädor de använde till sina hus. De använde verktyg av både trä och sten. De hörde till de stammar som reste totempålar.
År 2000 ingicks ett avtal mellan nisga'a och provinsregeringen i British Columbia genom vilket nisga'a erhöll ett stort landområde.
- Coast Salish
  - Cowichan
    - Somena

  - Musqueam
  - Nanaimo
  - Shishalh (Sechelt)
  - Snuneymuxw (Nanaimo)
  - Squamish
  - Stó:lō
  - Tsawwassen
  - T'Souke (Sooke)
- Dakelh (Carrier)
- Dene-thah (Slavey)
- Gitksan
- Haida
- Hesquiat
- Koskimo
- Ktunaxa (Kootenay)
- Kwakwaka'wakw (Kwakiutl)
  - Haisla
  - Heiltsuk
  - Weewaikai (Cape Mudge)
  - Wewaykum (Campbellfloden)
- Nisga'a
- Nuu-chah-nulth (Nootka)
  - Tla-o-qui-aht (Clayoquot)
- Nuxálk (Bella Coola)
- Okanagan
- Secwepemc (Shuswap)
- Songhees (Songish)
- Tsilhoqot'in (Chilcotin)
- Tlingit
- Tsimshian
- Wet'suwet'en

### Slätterna
Dessa grupper levde av bisonoxen vars kött fick tjäna som föda och vars skinn blev till kläder och användes som tältduk i deras hyddor, tipis. 
- - Plains-Ojibwa
- Svartfotsindianer
  - Kainai (Blood)
  - North Peigan
  - Siksika
- Dene
  - Chipewyer
- Nakoda
  - Assiniboine
  - Stoney
- Okanagan
- Plains-Cree
- Tasttine (Beaver)
- Tsuu T'ina (Sarcee)

### Nordöstra skogsområdena
De största grupperna var:
- Anishinaabe
  - Ojibwa
    - Mississaugas
    - Ottawa (odawa)
    - Saulteaux
- Cree
- Innu (montagnais och naskapi)

Atlantprovinserna
- Beothuk (utdöda)
- Innu (Labrador)
- Wolastoqiyik
- Mi'kmaq (micmac)
- Passamaquoddy

Saint Lawrencedalen
Den största gruppen av First Nations kring Saint Lawrencefloden är irokeserna. I området lever också huron (wyandot).
- Anishinaabe
  - Algonquin
- Haudenosaunee (Iroquois)
  - Cayuga (Guyohkohnyo)
  - Mohawk (Kanien'kéhaka)
  - Oneida (Onayotekaono)
  - Onondaga (Onundagaono)
  - Seneca (Onondowahgah)
  - Tuscarora (Ska-Ruh-Reh)
- Munseegren av Lenape (Delawares)
- Neutral
- Tobacco
- Wyandot (Huron)

### Kanadensiska Arktis
- Dene
  - Chipewyer
  - Sahtu
  - Slavey
  - Tli Cho